# Joel Spira
Joel Boris Spira, né le 18 juillet 1981 à Stockholm, est un acteur suédois.

## Biographie
Joel Spira a été formé à l'Académie de théâtre de Malmö. Par la suite, il a été entre autres engagé dans les théâtres de Västerås et Örebro. Il est également apparu dans plusieurs productions au Théâtre de la Ville de Stockholm, telles que Les Frères Cœur-de-lion, Markurells i Wadköping ou encore Apatiska för nybörjare.
Spira a obtenu son premier rôle au cinéma en tant que Nippe dans Easy Money, où il a joué avec Joel Kinnaman. Il est également apparu à la télévision, notamment dans la mini-série Hinsehäxan dans le rôle de Klotis, dans Anno 1790 dans le rôle de Freund, ainsi que dans Solsidan (sv). Il est également en vedette dans le film Easy Money : La Cité des égarés.

## Filmographie

### Cinéma
- 2010 : Easy Money
- 2011 : Människor helt utan betydelse
- 2012 : Easy Money : La Cité des égarés
- 2013 : Farliga drömmar
- 2014 : Stockholm Stories

### Télévision
- 2005 : Barda
- 2011 : Bibliotekstjuven
- 2011 : Anno 1790
- 2011 : Hinsehäxan
- 2012 : Solsidan (sv)
- 2014 : L'Héritage empoisonné
- 2015 : Ängelby